# 드래그 앤드 드롭

KDE에서 드래그 앤드 드롭으로 파일을 이동하는 모습

드래그 앤드 드롭(Drag-and-drop, 끌어서 놓기)은 컴퓨터 그래픽 사용자 인터페이스 환경에서 시각적인 객체를 클릭하면서 다른 위치나 다른 가상 객체로 드래그하는 행위이다. 수많은 종류의 동작을 일으킬 수 있으며, 두 추상적 대상 사이에 다양한 종류의 연결을 만들 수 있다.
기능 동작에 한하여 모든 소프트웨어에 드래그 앤드 드롭을 사용할 수 있는 것은 아니지만 가끔은 사용자가 작업 수행을 하는 데 빠르고 쉽게 배울 수 있는 기술로 쓰일 수 있다. 그러나 드래그 앤드 드롭 기능으로의 행동 유도성이 부족하므로 항목을 드래그할 수 있는 여부가 늘 확실한 것은 아니다.

## 같이 보기
- 마우스 제스처
- 마우스 클릭